# Station Ostrów Wielkopolski Zachodni
Station Ostrów Wielkopolski Zachodni is een spoorwegstation in de Poolse plaats Ostrów Wielkopolski.